# Terssac
Terssac é uma comuna francesa na região administrativa da Occitânia, no departamento de Tarn. Estende-se por uma área de 5.43 km², e possui 1.221 habitantes, segundo o censo de 2018, com uma densidade de 220 hab/km².